# Аван-ле-Марсийи
Ава́н-ле-Марсийи́ (фр. Avant-lès-Marcilly) — коммуна во Франции, находится в регионе Шампань — Арденны. Департамент — Об. Входит в состав кантона Марсийи-ле-Эйе. Округ коммуны — Ножан-сюр-Сен.
Код INSEE коммуны — 10020.
Коммуна расположена приблизительно в 105 км к юго-востоку от Парижа, в 85 км юго-западнее Шалон-ан-Шампани, в 40 км к западу от Труа.

## Население
Население коммуны на 2020 год составляло 503 человека.
| 1962 | 1968 | 1975 | 1982 | 1990 | 1999 | 2008 | 2020 |
| ---- | ---- | ---- | ---- | ---- | ---- | ---- | ---- |
| 319  | 340  | 318  | 336  | 375  | 432  | 484  | 503  |

## Администрация
| Период | Период | Фамилия         | Партия | Примечания |
| ------ | ------ | --------------- | ------ | ---------- |
| 1995   | 2008   | Жан-Поль Ренар  |        |            |
| 2008   |        | Жан-Луи Марсийи |        |            |

## Экономика
В 2007 году среди 295 человек в трудоспособном возрасте (15—64 лет) 217 были экономически активными, 78 — неактивными (показатель активности — 73,6 %, в 1999 году было 75,1 %). Из 217 активных работали 193 человека (109 мужчин и 84 женщины), безработных было 24 (12 мужчин и 12 женщин). Среди 78 неактивных 22 человека были учениками или студентами, 35 — пенсионерами, 21 были неактивными по другим причинам.

## Достопримечательности
- Менгир la Pierre-au-Coq. Памятник истории с 1889 года[3]

## Фотогалерея
- Карта коммуны